# Campylocentrum
Campylocentrum – rodzaj roślin z rodziny storczykowatych (Orchidaceae). Rośliny występujące w takich krajach i regionach jak: Argentyna, Bahamy, Belize, Boliwia, Brazylia, Kolumbia, Kostaryka, Kuba, Dominikana, Ekwador, Salwador, Floryda, Gujana Francuska, Gwatemala, Gujana, Haiti, Honduras, Jamajka, Meksyk, Nikaragua, Panama, Paragwaj, Peru, Portoryko, Surinam, Trynidad i Tobago, Urugwaj, Wenezuela.

## Systematyka
Rodzaj sklasyfikowany do podplemienia Angraecinae w plemieniu Vandeae, podrodzina epidendronowe (Epidendroideae), rodzina storczykowate (Orchidaceae), rząd szparagowce (Asparagales) w obrębie roślin jednoliściennych.
Wykaz gatunków
- Campylocentrum acutilobum Cogn.
- Campylocentrum alvesii E.M.Pessoa
- Campylocentrum amazonicum Cogn.
- Campylocentrum antioquiense Kolan. & Szlach.
- Campylocentrum apiculatum Schltr.
- Campylocentrum aromaticum Barb.Rodr.
- Campylocentrum asplundii Dodson
- Campylocentrum benelliae E.M.Pessoa & M.Alves
- Campylocentrum brachycarpum Cogn.
- Campylocentrum brenesii Schltr.
- Campylocentrum brevifolium (Lindl.) E.M.Pessoa & M.Alves
- Campylocentrum calostachyum (Barb.Rodr.) E.M.Pessoa & M.Alves
- Campylocentrum carvalhoi E.M.Pessoa & M.Alves
- Campylocentrum cornejoi Dodson
- Campylocentrum crassirhizum Hoehne
- Campylocentrum densiflorum Cogn.
- Campylocentrum ecuadorense Schltr.
- Campylocentrum embreei Dodson
- Campylocentrum escobariae Kolan. & Szlach.
- Campylocentrum fasciola (Lindl.) Cogn.
- Campylocentrum fernandezii Kolan. & Szlach.
- Campylocentrum generalense Bogarín & Pupulin
- Campylocentrum grisebachii Cogn.
- Campylocentrum guarinae Szlach. & Kolan.
- Campylocentrum hasslerianum Hoehne
- Campylocentrum hirtellum Cogn.
- Campylocentrum hirtzii Dodson
- Campylocentrum hondurense Ames
- Campylocentrum huebneri Mansf.
- Campylocentrum huebnerioides D.E.Benn. & Christenson
- Campylocentrum insulare C.E.Siqueira & E.M.Pessoa
- Campylocentrum intermedium (Rchb.f. & Warm.) Rolfe
- Campylocentrum itatiaiae E.M.Pessoa & M.Alves
- Campylocentrum jamaicense (Rchb.f. & Wullschl.) Benth. ex Fawc.
- Campylocentrum kuntzei Cogn. ex Kuntze
- Campylocentrum labiakii E.M.Pessoa & M.Alves
- Campylocentrum lansbergii (Rchb.f.) Schltr.
- Campylocentrum latifolium Cogn.
- Campylocentrum lutheri Archila & Chiron
- Campylocentrum madisonii Dodson
- Campylocentrum mattogrossense Hoehne
- Campylocentrum micranthum (Lindl.) Rolfe
- Campylocentrum microphyllum Ames & Correll
- Campylocentrum minutum C.Schweinf.
- Campylocentrum misas-urretae Kolan. & Szlach.
- Campylocentrum natalieae Carnevali & I.Ramírez
- Campylocentrum neglectum (Rchb.f. & Warm.) Cogn.
- Campylocentrum organense (Rchb.f.) Rolfe
- Campylocentrum ornithorrhynchum (Lindl.) Rolfe
- Campylocentrum pachyrrhizum (Rchb.f.) Rolfe
- Campylocentrum palominoi Kolan., O.Pérez & E.Parra
- Campylocentrum paludosum E.M.Pessoa & M.R.Miranda
- Campylocentrum panamense Ames
- Campylocentrum parahybunense (Barb.Rodr.) Rolfe
- Campylocentrum pauloense Hoehne & Schltr.
- Campylocentrum peniculus Schltr.
- Campylocentrum pernambucense Hoehne
- Campylocentrum peruvianum (C.Schweinf.) E.M.Pessoa & M.Alves
- Campylocentrum poeppigii (Rchb.f.) Rolfe
- Campylocentrum polystachyum Rolfe
- Campylocentrum pubirhachis Schltr.
- Campylocentrum pugioniforme (Klotzsch) Rolfe
- Campylocentrum pygmaeum Cogn.
- Campylocentrum robustum Cogn.
- Campylocentrum schiedei (Rchb.f.) Benth. ex Hemsl.
- Campylocentrum schlechterianum E.M.Pessoa & M.Alves
- Campylocentrum schneeanum Foldats
- Campylocentrum sellowii (Rchb.f.) Rolfe
- Campylocentrum serranum E.M.Pessoa & M.Alves
- Campylocentrum spannagelii Hoehne
- Campylocentrum steyermarkii Foldats
- Campylocentrum tenellum Todzia
- Campylocentrum tenue (Lindl.) Rolfe
- Campylocentrum tyrridion Garay & Dunst. ex Foldats
- Campylocentrum ulei Cogn.
- Campylocentrum wawrae (Rchb.f. ex Beck) Rolfe
- Campylocentrum zehntneri Schltr.